# Quine (program komputerowy)
Quine – program komputerowy, rodzaj metaprogramu, którego jedynym celem jest wypisanie własnego kodu źródłowego na wyjściu. Także plik skompresowany, który dekompresuje się do siebie samego. Częstą zabawą programistów jest pisanie najkrótszych quine’ów w danym języku programowania.
Należy zauważyć, że programy, które otwierają własny kod źródłowy i wypisują go na wyjściu (tak jak pierwszy przykład w języku BASIC poniżej), są uważane za nieuczciwe. Także quine, który nie zawiera żadnej zawartości, jest wykluczany.
Nazwa quine została wprowadzona przez Douglasa Hofstadtera w książce Gödel, Escher, Bach i pochodzi od nazwiska filozofa Willarda Van Ormana Quine’a, który zajmował się m.in. pośrednią autoreferencją.

## Przykłady prostych quine’ów w różnychjęzykach programowania

### BASIC
```
10
 
LIST

```

Powyższy przykład może być uważany za oszukiwanie, z powodu bezpośredniego dostępu do kodu, poniżej jest bardziej skomplikowany:
```
10
 
C
=
": PRINT CHR(49)+CHR(48)+CHR(32)+CHR(67)+CHR(61)+CHR(34)+C+CHR(34)+C"
:

PRINT
 
CHR
(
49
)
+
CHR
(
48
)
+
CHR
(
32
)
+
CHR
(
67
)
+
CHR
(
61
)
+
CHR
(
34
)
+
C
+
CHR
(
34
)
+
C

```

### Befunge
```
<>>
#
"652**:,2+:,,75*,89+2*,>:#,_89+2*,@"

```

### Brainfuck
(Kod powinien być napisany w jednym wierszu, ale w celu zwiększenia czytelności wprowadzono łamanie linii.)
```
-
>
++
>
+++
>
+
>
+
>
+++
>>>>>>>>>>>>>>>>>>>>>>
+
>
+
>
++
>
+++
>
++
>>
+++
>
+
>>>>>>>>>>>>>>>>>>>>>>

>>>>>>>>>>>
+
>
+
>>
+++
>>>>
+++
>>>
+++
>
+
>>>>>>>
++
>
+++
>
+++
>
+
>
+++
>
+
>>
+++
>>>
+++
>
+
>
++
>
+++
>

>>
+
>
+
>
+
>
+
>
++
>
+++
>
+
>
+
>>
+++
>>>>>>>
+
>
+
>>>
+
>
+
>
++
>
+++
>
+++
>
+
>>
+++
>
+++
>
+
>
+++
>
+
>
++
>
+++
>
+

+
>>
+
>
+
>
++
>
+++
>
+
>
+
>>
+++
>>>
+++
>
+
>>>
++
>
+++
>
+++
>
+
>>
+++
>>>
+++
>
+
>
+++
>
+
>>
+++
>>
+++
>>
+
[[
>

>
+
[
>
]
+
>
+
[
<
]
<
-
]
>>
[
>
]
<
+
<
+++
[
<
]
<<
+
]
>
+
[
>>
]
+++
>
+
[
+
[
<
++++++++++++++++
>
-
]
<
++++++++++
.
<
]

```

### C
```
#include
<stdio.h>

char
*
i
=
"
\\
#include<stdio.h>"
,
n
=
'\n'
,
q
=
'"'
,
*
p
=

"%s%cchar*i=%c%c%s%c,n='%cn',q='%c',*p=%c%c%s%c,*m=%c%c%s%c%c;%s%c"
,
*
m
=

"int main(){return!printf(p,i+1,n,q,*i,i,q,*i,q,n,q,p,q,n,q,m,q,n,m,n);}"

;
int
 
main
(){
return
!
printf
(
p
,
i
+
1
,
n
,
q
,
*
i
,
i
,
q
,
*
i
,
q
,
n
,
q
,
p
,
q
,
n
,
q
,
m
,
q
,
n
,
m
,
n
);}

```

Inny przykład (kod powinien być w jednej linii, przy założeniu, że kompilator działa z ASCII:
```
extern
 
printf
(
char
*
,...);
main
(){
char
*
a
=
"extern printf(char*,...);

main
(){
char
*
a
=%
c
%
s
%
c
;
printf
(
a
,
34
,
a
,
34
,
10
);}
%
c
";printf(a,34,a,34,10);}

```

albo nawet krócej (chociaż nie jest to zgodne z ISO C99):
```
 
main
(){
char
*
a
=
"main(){char*a=%c%s%c;printf(a,34,a,34);}"
;
printf
(
a
,
34
,
a
,
34
);}

```

Ten przykład nie zależy od ASCII i używa preprocesora:
```
#define T(a) main(){printf(a,#a);}

T
(
"#define T(a) main(){printf(a,#a);}
\n
T(%s)
\n
"
)

```

Należy zauważyć, że programy o zerowej długości też są uważane za quine tylko wtedy, gdy można je skompilować do pliku wykonywalnego, który nic nie robi (nie wypisuje znaków na stdout). Jest możliwość uzyskania takiego efektu w C poprzez sztuczkę w makefile (ponieważ standardowo nie stworzy on pliku wykonywalnego). Ten trik wygrał nagrodę za najgorsze nadużycie zasad w konkursie dla najbardziej zaciemnionego kodu w C.

### C++
(dodane łamanie linii dla lepszej czytelności)
```
 
#include
 
<iostream>

 
int
 
main
(){
const
 
char
 
c
=
','
,
dq
=
'"'
,
q
[]
=
"'"
,
*
s
[]
=
{
"#include <iostream>"
,

 
"int main(){const char c=',',dq='"
,
"',q[]="
,
",*s[]={"
,
"};std::cout<<s[0]<<std::endl<<s[1]<<dq<<s[2]

 
<<
dq
<<
q
<<
dq
<<
s
[
3
]
<<
dq
<<
s
[
0
]
<<
dq
<<
c
<<
dq
<<
s
[
1
]
<<
dq
<<
c
<<
dq
<<
s
[
2
]
<<
dq
<<
c
<<
dq
<<
s
[
3
]
<<
dq
<<
c
<<
dq
<<
s
[
4
]
<<
dq

 
<<
s
[
4
]
<<
std
::
endl
;}
"};std::cout<<s[0]<<std::endl<<s[1]<<dq<<s[2]<<dq<<q<<dq<<s[3]<<dq<<s[0]<<dq<<c

 
<<
dq
<<
s
[
1
]
<<
dq
<<
c
<<
dq
<<
s
[
2
]
<<
dq
<<
c
<<
dq
<<
s
[
3
]
<<
dq
<<
c
<<
dq
<<
s
[
4
]
<<
dq
<<
s
[
4
]
<<
std
::
endl
;}

```

### C#
(dodane łamanie linii dla lepszej czytelności)
```
 
using
 
System
;

 
namespace
 
quine

 
{

   
class
 
Program

   
{

     
[STAThread]

     
static
 
void
 
Main
(
string
[]
 
args
)

     
{

       
string
 
s
 
=
 
"using System;{0}namespace quine{0}{2}{0}{1}class Program{0}

 
{
1
}{
2
}{
0
}{
1
}{
1
}[
STAThread
]{
0
}{
1
}{
1
}
static
 
void
 
Main
(
string
[]
 
args
){
0
}{
1
}{
1
}{
2
}{
0
}{
1
}{
1
}{
1
}

 
string
 
s
 
=
 
{
4
}{
6
}{
4
};{
0
}{
1
}{
1
}{
1
}
Console
.
Write
(
s
,
 
Environment
.
NewLine
,
 
{
4
}{
5
}
t
{
4
},
 
{
4
}{
2
}

 
{
4
},
 
{
4
}{
3
}{
4
},
 
{
4
}{
5
}{
4
}{
4
},
 
{
4
}{
5
}{
5
}{
4
},
 
s
);{
0
}{
1
}{
1
}{
3
}{
0
}{
1
}{
3
}{
0
}{
3
}
";

       
Console
.
Write
(
s
,
 
Environment
.
NewLine
,
 
"\t"
,
 
"{"
,
 
"}"
,
 
"\""
,
 
"\\"
,
 
s
);

     
}

   
}

 
}

```

Prostsza wersja z uwzględnionym łamaniem linii:
```
 
class
 
Q

 
{

     
static
 
void
 
Main
()

     
{

         
string
 
s
 
=
 
@"class Q

 {0}

     static void Main()

     {0}

         string s = @{2}{3}{2};

         System.Console.Write(s, '{0}', '{1}', '{2}', s);

     {1}

 {1}"
;

         
System
.
Console
.
Write
(
s
,
 
'{'
,
 
'}'
,
 
'"'
,
 
s
);

     
}

 
}

```

Usunięte łamanie linii:
```
class
 
Q
{
static
 
void
 
Main
(){
string
 
s
=
"class Q{0}static void

Main
(){
0
}
string
 
s
=
{
2
}{
3
}{
2
};
System
.
Console
.
Write
(
s
,
'
{
0
}
'
,

'
{
1
}
','
{
2
}
'
,
s
);{
1
}{
1
}
";System.Console.Write(s,'{','}','"
'
,
s
);}}

```

### Dc
```
[91PP[dx]93PP]dx

```

### DOSBatch
```
  
@
echo
 off
  
%1
 
%2

  
call
 
%0
 goto e 
%%

  
call
 
%0
 goto e 
%%
3 echo.
%%
4
  
echo
 :f
  
goto
 
f

  
:
e

  
echo
.
%4
@echo off
  
echo
.
%4%3
1 
%3
2
  
echo
.
%4
call 
%3
0 goto e 
%3%3

  
echo
.
%4
call 
%3
0 goto e 
%3%3
3 echo.
%3%3
4
  
echo
.
%4
echo :f
  
echo
.
%4
goto f
  
echo
.
%4
:e
  
:
f

```

Inny:
```
  more 
%0
.bat

```

Lub jeszcze inny:
```
type
 
%0

```

### Erlang
```
(
fun
(
S
)
 
->
 
io
:
format
(
"(
~s
) (
~p
)."
,
 
[
S
,
 
S
])
 
end
)
 
(
"fun(S) -> io:format(
\"
(
~s
) (
~p
).
\"
, [S, S]) end"
).

```

### HQ9+
```
Q

```

### Java
(W rzeczywistym kodzie nie ma łamania linii)
```
class
 
Q
{
public
 
static
 
void
 
main
(
String
[]
a
){
char
 
q
=
34
;
String
 
t
=
"class Q{public static void main(String[]a){char

q=34;String t=;System.out.println(t.substring(0,62)+q+t+q+t.substring(62));}}"
;
System
.
out
.
println
(
t
.
substring

(
0
,
62
)
+
q
+
t
+
q
+
t
.
substring
(
62
));}}

```

### JavaScript
```
 
unescape
(
q
=
"unescape(q=%220%22).replace(0,q)"
).
replace
(
0
,
q
)

```

Inny pokazujący rzadko używaną w JavaScripcie funkcjonalność:
```
 
function
 
f
()

 
{

   
alert
(
f
.
toString
()
+
"f()"
);

 
}
f
()

```

### LISP
```
    
(
funcall
 
(
lambda
 
(
x
)

               
(
append
 
x
 
(
list
 
(
list
 
'quote
 
x
))))

             
'
(
funcall
 
(
lambda
 
(
x
)

                          
(
append
 
x
 
(
list
 
(
list
 
'quote
 
x
))))))

```

Krótszy:
```
 
:X

```

### MATLAB
```
 
a
=
'a=%c%s%c;a=sprintf(a,39,a,39);disp(a);'
;
a
=
sprintf
(
a
,
39
,
a
,
39
);
disp
(
a
);

```

### OCaml
```
 
(
fun
 
s
 
->
 
Printf
.
printf
 
"%s %S"
 
s
 
s
)
 
"(fun s -> Printf.printf 
\"
%s %S
\"
 s s)"

```

### Pascal
```
 
const
 
a
=
'const a='
;
b
=
'begin write(a,#39,a,#39#59#98#61#39,b,#39#59#10,b) end.'
;

 
begin
 
write
(
a
,
#39
,
a
,
#39#59#98#61#39
,
b
,
#39#59#10
,
b
)
 
end
.

```

Uwaga 1. W przypadku DOS-owej implementacji Pascala dane wyjściowe mogą wyglądać niekompletnie. Należy wtedy w kodzie zamienić „#10” na „#13#10” i dodać CR przed LF na końcu pierwszej linii.
Uwaga 2. Powyższy program może być napisany krócej zamieniając „) end.” na „)end.”, ale nie wpływa to dobrze na czytelność. Dalsze skracanie może być osiągnięte poprzez usunięcie „#10” i napisanie programu w jednej linii. Po tych zmianach program powinien wyglądać tak: (poprawność działania została potwierdzona używając Turbo Pascala dla DOS-a i Free Pascala dla Linuksa):
```
 
const
 
a
=
'const a='
;
b
=
'begin write(a,#39,a,#39#59#98#61#39,b,#39#59,b)end.'
;
begin
 
write
(
a
,
#39
,
a
,
#39#59#98#61#39
,
b
,
#39#59
,
b
)
end
.

```

Inny (Borland Pascal i Free Pascal):
```
 
const
 
a
=
'const a=;begin write(copy(a,1,8),#39,a,#39,copy(a,9,99)) end.'
;
begin
 
write
(
copy
(
a
,
1
,
8
)
,
#39
,
a
,
#39
,
copy
(
a
,
9
,
99
))
 
end
.

```

Inny (Borland Pascal i Free Pascal):
```
 
const
 
a
:
string
=
'const a:string=;begin insert(#39+a+#39,a,16);write(a) end.'
;
begin
 
insert
(
#39
+
a
+
#39
,
a
,
16
)
;
write
(
a
)
 
end
.

```

### Perl
```
 
$_
=
q{$_=q{Q};s/Q/$_/;print}
;
s/Q/$_/
;
print

```

Inny:
```
 
$_
=
q{print"\$_=q{$_};eval"}
;
eval

```

Kolejny (shell+Perl):
```
 
perl
 
-le
 
'$n=q{perl -le a$n=q{$x};($_=$n)=~s/\141/\47/g;s/\$x/$n/;printa};($_=$n)=~s/\141/\47/g;s/\$x/$n/;print'

```

Ten quine oszukuje, używając DATA aby uzyskać dostęp do własnego kodu:
```
 
seek
 
DATA
,
 
0
,
 
0
;
 
print
 
<DATA>

 
__DATA__

```

### PHP
```
  
<?

  
$a
=
'chr(60).chr(63).chr(10).chr(36).chr(97).chr(61).chr(39).$a.chr(39).chr(59).chr(10)."echo $a;".chr(10).chr(63).chr(62)'
;

  
echo
 
chr
(
60
)
.
chr
(
63
)
.
chr
(
10
)
.
chr
(
36
)
.
chr
(
97
)
.
chr
(
61
)
.
chr
(
39
)
.
$a
.
chr
(
39
)
.
chr
(
59
)
.
chr
(
10
)
.
"echo 
$a
;"
.
chr
(
10
)
.
chr
(
63
)
.
chr
(
62
);

  
?>

 

 
<?

  
$a
=
'<?

  $a=2;

  echo str_replace(1+1,chr(39).$a.chr(39),$a);

  ?>'
;

  
echo
 
str_replace
(
1
+
1
,
chr
(
39
)
.
$a
.
chr
(
39
),
$a
);

  
?>

```

Inny:
```
 
<?php
 
$c
=
'echo \'<?php $c=\\\'\'.addslashes($c).\'\\\';eval($c) ?>\';'
;
eval
(
$c
)
 
?>

```

Inny: (trochę naciągany)
```
 
<?
 
print
 
file_get_contents
(
__FILE__
);
 
?>

```

Uwaga: należy używać co najmniej PHP w wersji 4.3, aby uruchomić powyższy przykład.

### PL1
(Uwaga: Ten najmniejszy możliwy quine w PL/I należy skompilować używając kompilatora OS PL/I V2.3.0, ale wymaga on lewego marginesu ustawionego na 1 i opcji COMPILE unieważniającej znaczącą ilość poważnych błędów i ostrzeżeń)
```
  %dcl z%z='put edit';proc options(main;q=''''put list(m;do i=1,2;z(q)skip;do j=
  1to 78c=substr(m(i),j;if c=q z(c;z(c;end;z(q',';dcl(c,q)char,m(2)char(99)init(
  '%dcl z%z=''put edit'';proc options(main;q=''''''''put list(m;do i=1,2;z(q)skip;do j=',
  '1to 78c=substr(m(i),j;if c=q z(c;z(c;end;z(q'','';dcl(c,q)char,m(2)char(99)init(',

```

### PostScript
```
 (dup == {dup cvx exec} pop 8 12 getinterval =)
  dup cvx exec

```

### Python
```
 
a
=
'a=
%s
;print a
%%
`a`'
;
print
 
a
%
`
a
`

```

Inny:
```
 
b
=
'
\\
'
;
g
=
'"'
;
p
=
'%'
;
s
=
"b='
%s%s
';g='
%s
';p='
%s
';s=
%s%s%s
;print s
%s
(b,b,g,p,g,s,g,p)"
;
print
 
s
%
(
b
,
b
,
g
,
p
,
g
,
s
,
g
,
p
)

```

Kolejny:
```
 
b
,
g
,
p
,
s
=
'
\\
'
,
'"'
,
'%'
,
"b,g,p,s='
%s%s
','
%s
','
%s
',
%s%s%s
;print s
%s
(b,b,g,p,g,s,g,p)"
;
print
 
s
%
(
b
,
b
,
g
,
p
,
g
,
s
,
g
,
p
)

```

Jeszcze inny, bardziej czytelny:
```
 
i
 
=
 
r
'"i = r
\'
" + i + "
\'
\nprint " + i'

 
print
 
"i = r
\'
"
 
+
 
i
 
+
 
"
\'\n
print "
 
+
 
i

```

### Ruby
```
 
puts
 
<<
2
*
2
,
2

 
puts
 
<<
2
*
2
,
2

 
2

```

Inny, w pewnym stopniu mniej czytelny:
```
 
_
=
"puts'_='+_.inspect+';'+_"
;
puts
'_='
+
_
.
inspect
+
';'
+
_

```

### Scheme
```
    
((
lambda
 
(
x
)

            
(
list
 
x
 
(
list
 
(
quote
 
quote
)
 
x
)))

        
(
quote

            
(
lambda
 
(
x
)

                
(
list
 
x
 
(
list
 
(
quote
 
quote
)
 
x
)))))

```

### Tcl
```
  
puts
 
[
join
 
[
split
 
"puts \[a{a}]"
 
a
]
 
{
join
 
[
split
 
"puts \[a{a}]"
 
a
]
 
}]

```

### VBScript
```
a
=
"a="":b=left(a,3):c=mid(a,3):msgbox(b+b+c+c)"
:
b
=
left
(
a
,
3
):
c
=
mid
(
a
,
3
):
msgbox
(
b
+
b
+
c
+
c
)

```

### Visual FoxPro
```
  
CLEAR

  
SET
 TALK OFF
  
SET
 TEXTMERGE ON
  \CLEAR
  \SET TALK OFF
  \SET TEXTMERGE ON

```

### Kod maszynowy(plik COM dlaMS-DOS)
Znaki poniżej mają te same kody co znaki wyprowadzane przez quine, jednak tutaj wyglądają inaczej ze względu na inne formatowanie. Otworzenie kodu z jakimś prostym edytorze tekstowym (np. edit.com z MS-DOS) pokazuje znaki wyprowadzane przez program, co dowodzi, że to jest quine:
```
´
@
»
&#x01;&#x00;
¹
&#x12;&#x00;
º
&#x12;&#x01;
Í
!
´
@
Í
!
Ã
´
@
»
&#x01;&#x00;
¹
&#x12;&#x00;
º
&#x12;&#x01;
Í
!
´
@
Í
!
Ã
```

Powyższy tekst jest wynikiem interpretacji instrukcji w szesnastkowych przez komputer jako znaków. Same instrukcje HEX są poniżej. Aby uzyskać program wykonywalny, należy użyć edytora szesnastkowego.
```
b4 40 bb 01 00 b9 12 00 ba 12 01 cd 21 b4 40 cd 21 c3 b4 40 bb 01 00 b9 12 00 ba 12 01 cd 21 b4 40 cd 21 c3
```

## Przykłady plików skompresowanych

### gzip
Poniższy 204-bajtowy plik gzip rozpakowuje się do takiego samego pliku:
```
0000000
 
1f
 
8b
 
08
 
08
 
00
 
00
 
00
 
00
 
00
 
ff
 
71
 
75
 
69
 
6e
 
65
 
2e

0000020
 
67
 
7a
 
00
 
00
 
18
 
00
 
e7
 
ff
 
1f
 
8b
 
08
 
08
 
00
 
00
 
00
 
00

0000040
 
00
 
ff
 
71
 
75
 
69
 
6e
 
65
 
2e
 
67
 
7a
 
00
 
00
 
18
 
00
 
e7
 
ff

0000060
 
42
 
16
 
47
 
16
 
07
 
00
 
05
 
00
 
fa
 
ff
 
42
 
16
 
47
 
16
 
07
 
00

0000100
 
05
 
00
 
fa
 
ff
 
00
 
05
 
00
 
fa
 
ff
 
00
 
14
 
00
 
eb
 
ff
 
42
 
16

0000120
 
47
 
16
 
07
 
00
 
05
 
00
 
fa
 
ff
 
00
 
05
 
00
 
fa
 
ff
 
00
 
14
 
00

0000140
 
eb
 
ff
 
42
 
88
 
21
 
c4
 
00
 
00
 
14
 
00
 
eb
 
ff
 
42
 
88
 
21
 
c4

0000160
 
00
 
00
 
14
 
00
 
eb
 
ff
 
42
 
88
 
21
 
c4
 
00
 
00
 
14
 
00
 
eb
 
ff

0000200
 
42
 
88
 
21
 
c4
 
00
 
00
 
14
 
00
 
eb
 
ff
 
42
 
88
 
21
 
c4
 
00
 
00

0000220
 
00
 
00
 
ff
 
ff
 
00
 
00
 
00
 
ff
 
ff
 
00
 
0d
 
00
 
f2
 
ff
 
42
 
88

0000240
 
21
 
c4
 
00
 
00
 
00
 
00
 
ff
 
ff
 
00
 
00
 
00
 
ff
 
ff
 
00
 
0d
 
00

0000260
 
f2
 
ff
 
83
 
70
 
a0
 
1c
 
00
 
ff
 
79
 
ff
 
a9
 
cc
 
00
 
00
 
00
 
83

0000300
 
70
 
a0
 
1c
 
00
 
ff
 
79
 
ff
 
a9
 
cc
 
00
 
00
 
00

```